# Rob Bourdon
Robert Gregory Bourdon, ismertebb néven Rob Bourdon (Calabasas, 1979. január 20. –) amerikai zenész. A Linkin Park volt dobosa, alapító tagja Brad Delsonnal együtt.
A Linkin Park hét stúdióalbumán dobolt. Ezen kívül tagja volt a Tasty Snax, valamint a Relative Deegre nevű együttesnek is. A Tasty Snaxnál mind a két stúdióalbumon dobolt.

## Diszkográfia

### Albumok a Linkin Parkkal
- Hybrid Theory (2000),
- Meteora (2003),
- Minutes To Midnight (2007),
- Living Things (2012),
- The Hunting Party (2014),
- One More Light (2017),
- Hybrid Theory (20th Anniversary Editon) (2020)

### Albumok a Tasty Snaxszel
- Run Joseph, Run (1998),
- Tasty Snax (2000)